# Milícies Antifeixistes Obreres i Camperoles
Les Milícies Antifeixistes Obreres i Camperoles (MAOC), van ser unes milícies formades a Espanya a partir de 1934 per a la protecció de dirigents socialistes i comunistes, així com força de defensa de locals partidaris contra les agressions de grups violents feixistes com la Falange Española.

## Història
La seva activitat va estar reduïda al període de la Segona República Espanyola i als primers dies de la Guerra Civil espanyola, i van estar compostes sobretot per militants de la JSU de filiació majorment comunista, a qui es proporcionava armes i un entrenament paramilitar bàsic.
En esclatar el cop d'estat del general Francisco Franco al juliol de 1936 les MAOC es van conformar en cinc batallons de milícies que van participar activament en la defensa de Madrid. Un d'aquests batallons posteriorment es va constituir de forma autònoma com el 5è Regiment de Milícies Populars, formació militar model afavorida i sostinguda pel Partit Comunista d'Espanya. La invocació de comunistes i socialistes per substituir a les milícies espontànies per forces disciplinades i militaritzades va significar l'extinció de les MAOC, els membres de les quals es van integrar en diverses unitats de l'Exèrcit Popular Republicà. El seu principal comandant fou Juan Modesto Guilloto León.

## Uniforme
Durant la seva existència com a grup autònom les MAOC usaven uniforme, compost de camisa blau cel i corbata vermella, els comissaris polítics portaven sobre la butxaca de la camisa un estel vermell de cinc puntes.